# Pseudotrapelus jensvindumi
Pseudotrapelus jensvindumi (лат.) — вид агамовых ящериц, эндемичный для Хаджарских гор на Аравийском полуострове. Обитает на скалах. Назван в честь американского герпетолога Йенса В. Виндама.

## Внешний вид
Агама средних размеров с длиной тела без хвоста до 9,2 см. Хвост очень длинный, примерно в два раза длиннее тела. Чешуи хвоста не образуют кольца. По своей морфологии схож с Pseudotrapelus dhofarensis, но отличается относительно более короткими конечностями: третий палец на вытянутой вперёд задней ноге достигает глаза, а пальцы вытянутой назад передней ноги — тазобедренного сустава. Третий палец на задней ноге длиннее четвёртого. Голова с выраженными слуховыми отверстиями. Туловище сверху покрыто мелкими килеватыми черепитчатыми чешуями. Чешуи по бокам тела и на брюхе мелкие и гладкие. Перед клоакой как у самцов, так и у самок, расположены четыре увеличенные каллозные чешуи. Окраска очень изменчивая. В брачный сезон у самцов голова, шея, горло и передние конечности становятся ярко-синими, а у самок появляются кирпично-красные пятна на спине.

## Ареал
Эндемик Хаджарских гор, распространённый на территории Омана и Объединённых Арабских Эмиратов.

## Образ жизни
Обитает на скалистых участках заросших вади и склонов холмов и открытых гравийных равнин. Активны в дневное время. Питаются насекомыми и другими членистоногими. Самцы обычно сидят на вершинах скал, покачивая головой и «отжимаясь». В случае опасности быстро убегают. Самки откладывают 4—6 яиц.

## Таксономия и филогения
Описан в 2013 году Д. А. Мельниковым, Н. Б. Ананьевой и Т. Дж. Папенфуссом по экземпляру из коллекции Калифорнийской академии наук — самцу, пойманному Папенфуссом в 2002 году в Омане. Назван в честь американского герпетолога Йенса В. Виндама за его работу по управлению коллекцией отделения герпетологии Калифорнийской академии наук.
По данным молекулярно-генетических исследований является сестринским таксоном по отношению к кладе, включающей Pseudotrapelus dhofarensis, P. neumanni и P. aqabensis, отделившись от них в позднем миоцене примерно 5,2—5,5 млн лет назад, предположительно в результате изоляции Хаджара от южноаравийских гор песчаными пустынями Руб-эль-Хали и Рамлат-эль-Вахиба.